# Islas Shumagin

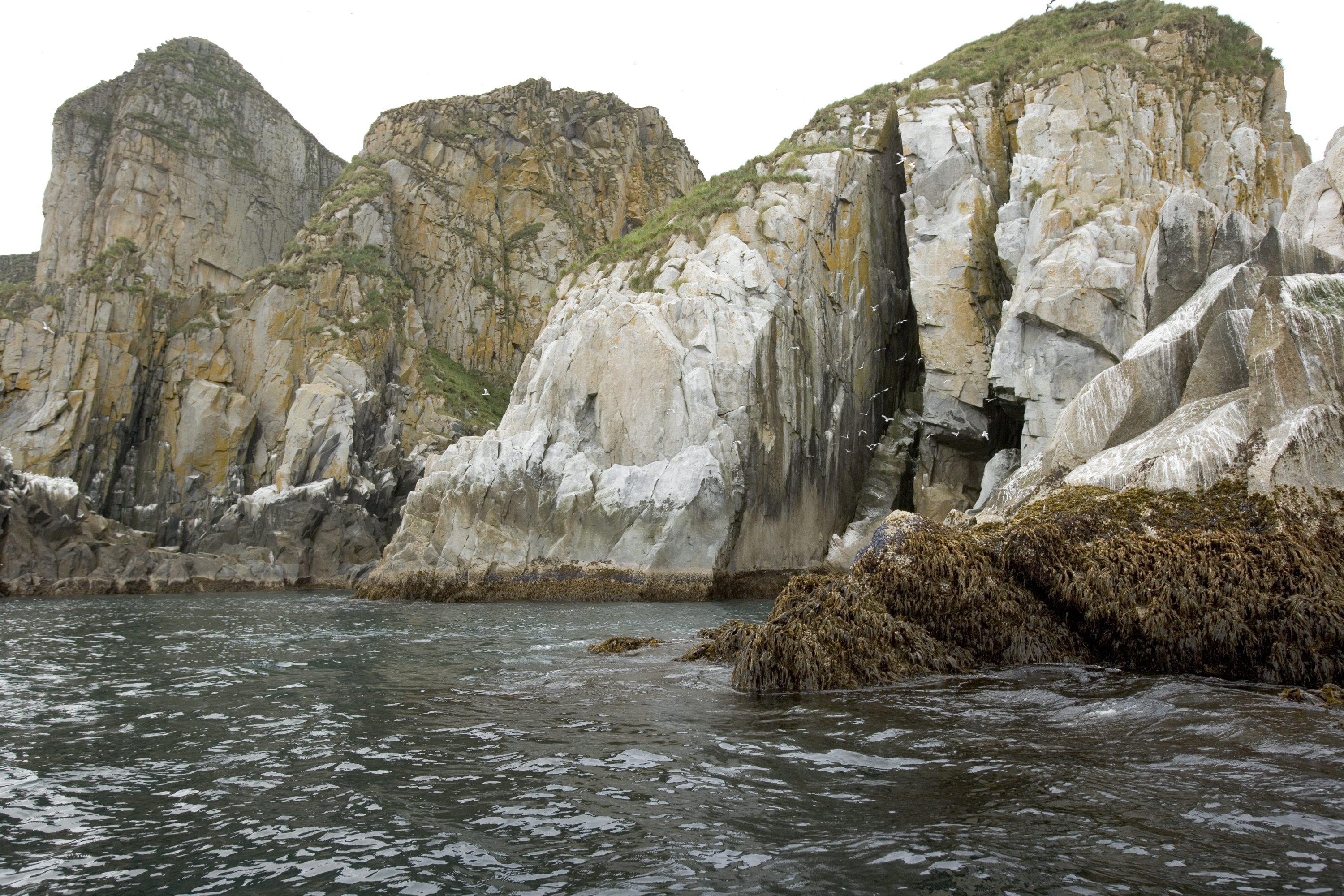
Castle Rock, una de los islotes de las islas Shumagin

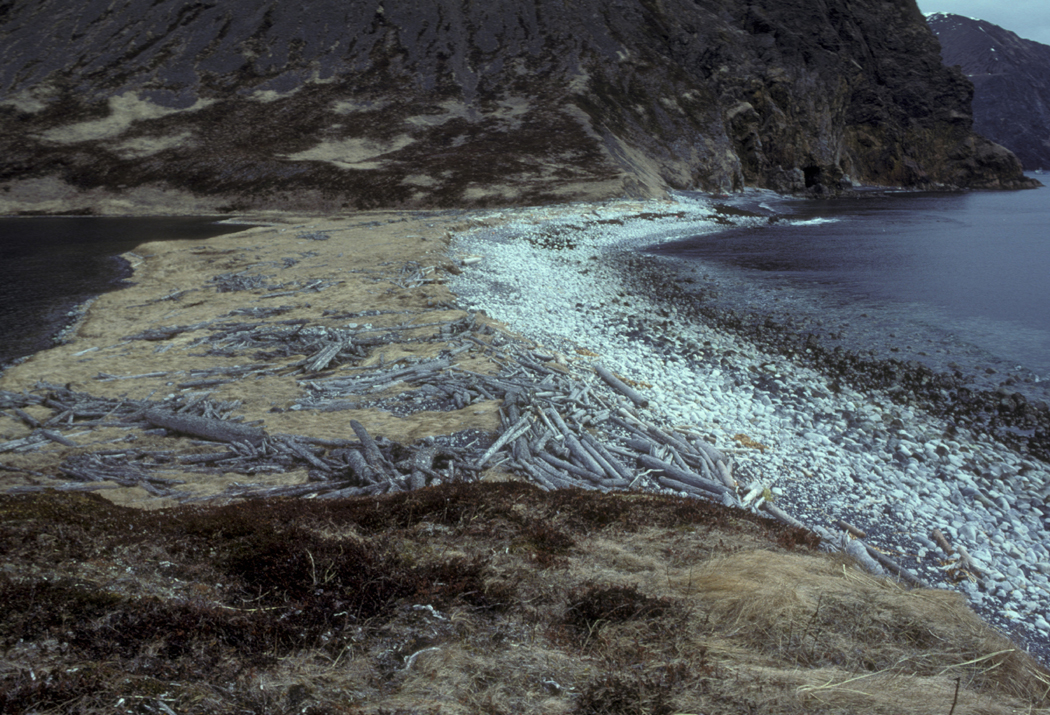
Vista de la costa de la isla Nagai (1985)

Las islas Shumagin (del inglés: 'Shumagin Islands') constituyen un grupo de 20 pequeñas islas en la costa Oeste de los Estados Unidos situadas frente a la costa meridional de la península de Alaska, administrativamente pertenecientes al Aleutians East Borough del estado de Alaska. Se suelen considerar parte del archipiélago de las islas Aleutianas. Tienen una superficie conjunta de 1.192.37 km² y su población total era 953 personas (censo de 2000), casi en su totalidad residentes en la localidad de Sand Point, en la isla Popof.
Las islas mayores son Unga (442,19 km²), Nagai, Popof (93,65 km²) y Korovin (67,85 km²). Otras islas menores son Andronica (14,66 km²) Big Koniuji, Little Koniuji, Simeonof, Chernabura y Bird. El grupo está separado del continente por el estrecho de Unga.

## Historia
Vitus Bering las avistó durante su primera expedición a Kamchatka (1728) y fueron reconocidas el 29 de agosto de 1741 por la segunda expedición a Kamchatka. Las islas fueron nombradas en honor de Nikita Shumaguin, uno de los marineros de esa expedición a los mares árticos que murió de escorbuto y fue enterrado en la isla Nagai el 31 de agosto de dicho año de 1741.
Fueron transferidas a los Estados Unidos en virtud del Tratado sobre la Venta de Alaska (1867).